# Regiment de Dragons-Cuirassers de Sant Miquel
El Regiment de Dragons-Cuirassers de Sant Miquel, o simplement Regiment de Sant Miquel, fou una unitat militar de l'Exèrcit Regular de Catalunya durant la Guerra dels catalans (1713-1714). Creat poc després del ban de guerra, el Regiment de Sant Miquel seria una unitat potent que combatria durant tota la guerra al Setge de Barcelona (1713-1714).

## Història
El Regiment de Sant Miquel es va crear el 28 d'agost de 1713 i havia d'acomodar els veterans de cavalleria aragonesos de l'antic Regiment de Cavalleria Aragó, de l'Exèrcit Reial de Carles III. Possiblement era una unitat potent amb tots els combatents que li pertocaven, aproximadament 500.
Durant la resta de 1713 i principis de 1714 el Sant Miquel participaria a diferents ràtzies i escaramusses a la Barcelona assetjada, per exemple carregant al convent de Caputxins, el 17 de setembre de 1713.
A partir de la reestructuració del comandament de les forces de Barcelona, el juliol de 1714, el coronel Vinyals va passar a encarregar-se de supervisar la construcció de la travessera. Aleshores el comandament del Sant Miquel va passar a Joan Espiagua. La primera gran acció sota el seu comandament fou durant la nit del 30 de juliol, quan va defensar el camí cobert.
El 3 d'agost el regiment va atacar les entrades a les mines que s'estaven construint sota el Portal Nou. Posteriorment, durant la batalla del Baluard de Santa Clara, el 13 i el 14 d'agost, Espiagua dirigiria 70 soldats desmuntats en un intent de recuperar el baluard gairebé suïcida, en el qual el regiment fou delmat i el mateix Joan Espiagua morí a causa de les ferides.
L'11 de setembre les forces restants del regiment es dispersarien en petits grups i falcarien les forces de la Coronela de Barcelona. A l'entorn del convent de Sant Agustí hi moriria el sergent major Joan Francesc Molina i als contraatacs al Pla d'en Lluna hi moririen el sergent major Antoni Molina i el comandant Santiago Salvedre.

## Uniformitat
El Regiment de Sant Miquel disposà de dos tipus d'uniforme segons el període:
- Agost 1713. Casaca vermella, gira blanca, jupa blanca, calces de pell girada i corbata blanca.
- Octubre 1713. Casaca groga, gira vermella, jupa vermella, calces de pell girada i corbata blanca.

Hi ha constància de gorres de granaders. Per altra banda, el títol de cuirassers era només de caràcter honorífic, ja que no es té constància de que els genets anessin equipats amb cuirassa.